# Aslak Wilhelm Jensen
Aslak Wilhelm Jensen (navnet skrives også Aslak Vilhelm Jensen, født 14. februar 1975 i Qasigiannguit) er en grønlandsk politiker. Han blev valgt til Grønlands parlament, Inatsisartut, for Siumut med partiets tredjehøjeste stemmetal ved valget i 2021, men trak sig fra parlamentet i forbindelse med en retssag i 2022.

## Uddannelse og erhverv
Aslak Wilhelm Jensen er fisker og jæger og er uddannet skibsassistent på Grønlands Maritime Center (Imarsiornermik Ilinniarfik) i Paamiut. Han er også biologiassistent i forvaltningen af rensdyrbestanden i Grønland.

## Politisk karriere og retssag
Aslak Jensen stillede op til valget til Grønlands parlament i 2021 for Siumut og blev valgt til Inatsisartut med 814 stemmer hvilket var tredjeflest for Siumut. I juli 2021 blev han anklaget for i marts 2017 at have truet en kommunal embedsmand telefonisk. Aslak Jensen nægtede sig skyldig i anklagen. I september blev hans parlamentariske immunitet ophævet, og den 17. januar 2022 blev han i Sermersooq Kredsret idømt 20 dages betinget anbringelse i anstalten for domfældte. Aslak Jensen ankede dommen i landsretten og søgte orlov fra Inatsisartut indtil retssagens afslutning, men orlovansøgninger blev afvist af Inatsisartuts formandskab, da betingelserne for orlov ikke var opfyldt. Han valgte i stedet at udtræde af Inatsisartut i september 2022. I stedet ophævede Erik Jensen sin orlov og genindtrådte i Inatsisartut. 2. november trak Aslak Jensen anken tilbage om accepterede kredsrettens dom.